# Honey Irani
Honey Irani (Bombay, 25 augustus 1954) is een Indiaas filmactrice en scenarioschrijfster van Parsi afkomst. Ze begon haar carrière als kindactrice, met rollen in een verscheidene films, waaronder "Pyar ki Pyas" (1961) van Mahesh Kaul, "Chirag Kahan Roshni Kahan" (1959) van Devendra Goel en "Bombay Ka Chor" (1962) van S.D. Narang.
Van 1972 tot 1984 was Irani gehuwd met filmregisseur Javed Akhtar, van wie ze twee kinderen heeft: de filmpersoonlijkheden Farhan Akhtar en Zoya Akhtar. Bovendien is ze de tante van Farah en Sajid Khan.

## Filmografie

### Als scenarioschrijfster
- Krrish 3 (2013)
- Har Pal (2007)
- Krrish (2006)
- Koi... Mil Gaya (2003)
- Armaan (2003)
- Albela (2001)
- Kya Kehna (2000)
- Kaho Naa. . . Pyaar Hai (2000)
- Laawaris (1999)
- Jab Pyaar Kisise Hota Hai (1998)
- Aur Pyaar Ho Gaya (1997)
- Suhaag (1994)
- Darr (1993)
- Aaina (1993)
- Parampara (1993)
- Lamhe (1991)
- Dilwale Dulhania Le Jayenge (1995)

### Actrice
- Seeta Aur Geeta (1972), als Sheila
- Amar Prem (1971)
- Kati Patang (1970) als Manorama ("Munni")
- Chandi Ki Deewar (1964)
- Soorat Aur Seerat (1962)
- Amar Rahe Yeh Pyar (1961)
- Chirag Kahan Roshni Kahan (1959)
- Qaidi No. 911 (1959)
- Pyar ki Pyas (1961) als Geeta
- Zameen Ke Taare (1960)
- Masoom (1960)

### Regisseuse
- Armaan (2003)